# Cerodontha fujianensis
Cerodontha fujianensis är en tvåvingeart som beskrevs av Mitsuhiro Sasakawa 1996. Cerodontha fujianensis ingår i släktet Cerodontha och familjen minerarflugor. Inga underarter finns listade i Catalogue of Life.